# Élections législatives de 2017 en Meurthe-et-Moselle
Les élections législatives françaises de 2017 se déroulent les 11 et 18 juin 2017. Dans le département du Meurthe-et-Moselle, six députés sont à élire dans le cadre de six circonscriptions.

## Élus
| Circonscription                                 | Député sortant                                   | Parti | Parti | Député élu ou réélu  | Parti | Parti |
| ----------------------------------------------- | ------------------------------------------------ | ----- | ----- | -------------------- | ----- | ----- |
| 1re                                             | Chaynesse Khirouni                               |       | PS    | Carole Grandjean     |       | LREM  |
| 2e                                              | Hervé Féron                                      |       | PS    | Laurent Garcia       |       | MoDem |
| 3e                                              | Jean-Marc Fournel* suppléant de Christian Eckert |       | PS    | Xavier Paluszkiewicz |       | LREM  |
| 4e                                              | Jacques Lamblin*                                 |       | LR    | Thibault Bazin       |       | LR    |
| 5e                                              | Dominique Potier                                 |       | PS    | Dominique Potier     |       | PS    |
| 6e                                              | Jean-Yves Le Déaut*                              |       | PS    | Caroline Fiat        |       | FI    |
| * député sortant ne se représentant pas en 2017 |                                                  |       |       |                      |       |       |

## Rappel des résultats départementaux des élections de 2012
| Parti          | Parti                                     | Premier tour | Premier tour | Second tour | Second tour | Sièges |  |
| Parti          | Parti                                     | Voix         | %            | Voix        | %           | Sièges |  |
| -------------- | ----------------------------------------- | ------------ | ------------ | ----------- | ----------- | ------ |  |
|                | Parti socialiste                          | 87 514       | 31,94        | 121 891     | 46,28       | 5      |  |
|                | Europe Écologie Les Verts                 | 22 963       | 8,38         | 25 004      | 9,49        | 0      |  |
|                | Parti radical de gauche                   | 900          | 0,33         |             |             | 0      |  |
|                | Divers gauche dont MRC                    | 607          | 0,22         | 0           |             |        |  |
|                | Majorité présidentielle                   | 111 984      | 40,86        | 146 895     | 55,78       | 5      |  |
|                |                                           |              |              |             |             |        |  |
|                | Union pour un mouvement populaire         | 67 595       | 24,67        | 95 213      | 36,15       | 1      |  |
|                | Parti radical                             | 16 969       | 6,19         | 21 245      | 8,07        | 0      |  |
|                | Divers droite dont DLR, PCD               | 2 710        | 0,99         |             |             | 0      |  |
|                | Droite parlementaire                      | 87 274       | 31,85        | 116 458     | 44,22       | 1      |  |
|                |                                           |              |              |             |             |        |  |
|                | Front national                            | 42 668       | 15,57        |             |             | 0      |  |
|                | Front de gauche                           | 20 972       | 7,65         | 0           |             |        |  |
|                | Divers écologiste dont LT-LNÉ, MÉI et AÉI | 3 743        | 1,37         | 0           |             |        |  |
|                | Mouvement démocrate                       | 3 516        | 1,28         | 0           |             |        |  |
|                | Extrême gauche dont LO, NPA et POI        | 3 406        | 1,24         | 0           |             |        |  |
|                | Divers                                    | 473          | 0,17         | 0           |             |        |  |
|                |                                           |              |              |             |             |        |  |
| Inscrits       | Inscrits                                  | 495 861      | 100,00       | 495 897     | 100,00      | 6      |  |
| Abstentions    | Abstentions                               | 218 020      | 43,97        | 223 580     | 45,09       |        |  |
| Votants        | Votants                                   | 277 841      | 56,03        | 272 317     | 54,91       |        |  |
| Blancs et nuls | Blancs et nuls                            | 3 805        | 1,37         | 8 964       | 3,29        |        |  |
| Exprimés       | Exprimés                                  | 274 036      | 98,63        | 263 353     | 96,71       |        |  |

## Résultats de l'élection présidentielle de 2017 par circonscription
| Circonscription | 1er tour | 1er tour | 1er tour | 1er tour  |         | 2d tour | 2d tour |
| Circonscription | Macron   | Le Pen   | Fillon   | Mélenchon | Macron  | Le Pen  |         |
| --------------- | -------- | -------- | -------- | --------- | ------- | ------- | ------- |
| Circonscription |          |          |          |           |         |         |         |
| 1re             | 26,1 %   | 16,97 %  | 19,84 %  | 20,8 %    | 72,53 % | 27,47 % |         |
| 2e              | 29,05 %  | 15,02 %  | 21,63 %  | 18,87 %   | 76,08 % | 23,92 % |         |
| 3e              | 20,43 %  | 26,41 %  | 12,85 %  | 26,48 %   | 59,86 % | 40,14 % |         |
| 4e              | 19,18 %  | 31,93 %  | 16,34 %  | 17,31 %   | 52,45 % | 47,55 % |         |
| 5e              | 19,58 %  | 31,31 %  | 16,46 %  | 16,57 %   | 53,3 %  | 46,7 %  |         |
| 6e              | 19,75 %  | 30,2 %   | 12,8 %   | 22,72 %   | 54,29 % | 45,71 % |         |

## Résultats

### Résultats à l'échelle du département
|                                                        |                                      |                           |                           |                          |                          |
|                                                        |                                      | Premier tour 11 juin 2017 | Premier tour 11 juin 2017 | Second tour 18 juin 2017 | Second tour 18 juin 2017 |
|                                                        |                                      |                           |                           |                          |                          |
|                                                        |                                      | Nombre                    | % des inscrits            | Nombre                   | % des inscrits           |
| Inscrits                                               | Inscrits                             | 494 521                   | 100,00                    | 494 787                  | 100,00                   |
| Abstentions                                            | Abstentions                          | 261 928                   | 52,97                     | 291 805                  | 58,98                    |
| Votants                                                | Votants                              | 232 593                   | 47,03                     | 202 982                  | 41,08                    |
|                                                        |                                      |                           | % des votants             |                          | % des votants            |
| Bulletins blancs                                       | Bulletins blancs                     | 3 258                     | 1,40                      | 15 656                   | 7,71                     |
| Bulletins nuls                                         | Bulletins nuls                       | 1 266                     | 0,54                      | 6 114                    | 3,01                     |
| Suffrages exprimés                                     | Suffrages exprimés                   | 228 069                   | 98,05                     | 181 212                  | 89,27                    |
|                                                        |                                      |                           |                           |                          |                          |
| Étiquette politique                                    | Étiquette politique                  | Voix                      | % des exprimés            | Voix                     | % des exprimés           |
|                                                        |                                      |                           |                           |                          |                          |
|                                                        | La République en marche              | 48 924                    | 21,45                     | 60 031                   | 33,13                    |
|                                                        | Front national                       | 35 452                    | 15,54                     | 11 192                   | 6,18                     |
|                                                        | Les Républicains                     | 28 955                    | 12,70                     | 28 194                   | 15,56                    |
|                                                        | Parti socialiste                     | 28 592                    | 12,54                     | 33 900                   | 18,71                    |
|                                                        | La France insoumise                  | 26 808                    | 11,75                     | 30 408                   | 16,78                    |
|                                                        | Mouvement démocrate                  | 14 871                    | 6,52                      | 17 487                   | 9,65                     |
|                                                        | Écologiste                           | 8 972                     | 3,93                      |                          |                          |
|                                                        | Divers                               | 7 778                     | 3,41                      |                          |                          |
|                                                        | Divers droite                        | 6 902                     | 3,03                      |                          |                          |
|                                                        | Parti communiste français            | 5 685                     | 2,49                      |                          |                          |
|                                                        | Divers gauche                        | 4 785                     | 2,10                      |                          |                          |
|                                                        | Debout la France                     | 3 726                     | 1,63                      |                          |                          |
|                                                        | Union des démocrates et indépendants | 3 065                     | 1,34                      |                          |                          |
|                                                        | Extrême gauche                       | 1 964                     | 0,86                      |                          |                          |
|                                                        | Extrême droite                       | 1 194                     | 0,52                      |                          |                          |
|                                                        | Parti radical de gauche              | 396                       | 0,17                      |                          |                          |
| Source : Ministère de l'Intérieur - Meurthe-et-Moselle |                                      |                           |                           |                          |                          |

### Résultats par circonscription

#### Première circonscription
Député sortant : Chaynesse Khirouni (Parti socialiste).
|                                                                                    |                                                                              |                           |                           |                          |                          |
|                                                                                    |                                                                              | Premier tour 11 juin 2017 | Premier tour 11 juin 2017 | Second tour 18 juin 2017 | Second tour 18 juin 2017 |
|                                                                                    |                                                                              |                           |                           |                          |                          |
|                                                                                    |                                                                              | Nombre                    | % des inscrits            | Nombre                   | % des inscrits           |
| Inscrits                                                                           | Inscrits                                                                     | 79 290                    | 100,00                    | 79 290                   | 100,00                   |
| Abstentions                                                                        | Abstentions                                                                  | 39 345                    | 49,62                     | 45 290                   | 57,12                    |
| Votants                                                                            | Votants                                                                      | 39 945                    | 50,38                     | 34 000                   | 42,88                    |
|                                                                                    |                                                                              |                           | % des votants             |                          | % des votants            |
| Bulletins blancs                                                                   | Bulletins blancs                                                             | 378                       | 0,95                      | 2 497                    | 7,34                     |
| Bulletins nuls                                                                     | Bulletins nuls                                                               | 163                       | 0,41                      | 1 039                    | 3,06                     |
| Suffrages exprimés                                                                 | Suffrages exprimés                                                           | 39 404                    | 98,65                     | 30 464                   | 89,60                    |
|                                                                                    |                                                                              |                           |                           |                          |                          |
| Étiquette politique                                                                | Étiquette politique                                                          | Voix                      | % des exprimés            | Voix                     | % des exprimés           |
|                                                                                    |                                                                              |                           |                           |                          |                          |
|                                                                                    | Carole Grandjean La République en marche                                     | 13 593                    | 34,50                     | 17 025                   | 55,89                    |
|                                                                                    | Chaynesse Khirouni (députée sortante) Parti socialiste                       | 5 704                     | 14,48                     | 13 439                   | 44,11                    |
|                                                                                    | Éric Pensalfini Divers droite (Les Républicains diss.)                       | 5 610                     | 14,24                     |                          |                          |
|                                                                                    | Nordine Jouira La France insoumise                                           | 4 162                     | 10,56                     |                          |                          |
|                                                                                    | Barbara Hoffmann Front national                                              | 3 602                     | 9,14                      |                          |                          |
|                                                                                    | Mostafa Fourar Union des démocrates et indépendants (Les Républicains)       | 3 065                     | 7,78                      |                          |                          |
|                                                                                    | Éric Damamme Écologiste (Confédération pour l'homme, l'animal et la planète) | 856                       | 2,17                      |                          |                          |
|                                                                                    | Marie-Christine Bastien Parti communiste français                            | 586                       | 1,49                      |                          |                          |
|                                                                                    | François-Marie L'Huillier Debout la France                                   | 571                       | 1,45                      |                          |                          |
|                                                                                    | Dominique Michel Divers (Parti du vote blanc)                                | 404                       | 1,03                      |                          |                          |
|                                                                                    | Virginie Wawrzyniak Écologiste (Parti pour la décroissance)                  | 397                       | 1,01                      |                          |                          |
|                                                                                    | Pierre-Nicolas Nups Extrême droite (Union des patriotes - Comités Jeanne)    | 304                       | 0,77                      |                          |                          |
|                                                                                    | Christiane Nimsgern Lutte ouvrière                                           | 217                       | 0,55                      |                          |                          |
|                                                                                    | Maxime Logerot Divers (Union populaire républicaine)                         | 205                       | 0,52                      |                          |                          |
|                                                                                    | Éric Tollenaere Divers gauche (Mouvement républicain et citoyen)             | 128                       | 0,32                      |                          |                          |
| Source : Ministère de l'Intérieur - Première circonscription de Meurthe-et-Moselle |                                                                              |                           |                           |                          |                          |

#### Deuxième circonscription
Député sortant : Hervé Féron (Parti socialiste).
|                                                                                    |                                                                                |                           |                           |                          |                          |
|                                                                                    |                                                                                | Premier tour 11 juin 2017 | Premier tour 11 juin 2017 | Second tour 18 juin 2017 | Second tour 18 juin 2017 |
|                                                                                    |                                                                                |                           |                           |                          |                          |
|                                                                                    |                                                                                | Nombre                    | % des inscrits            | Nombre                   | % des inscrits           |
| Inscrits                                                                           | Inscrits                                                                       | 68 600                    | 100,00                    | 68 601                   | 100,00                   |
| Abstentions                                                                        | Abstentions                                                                    | 33 227                    | 48,44                     | 38 825                   | 56,60                    |
| Votants                                                                            | Votants                                                                        | 35 373                    | 51,56                     | 29 776                   | 43,40                    |
|                                                                                    |                                                                                |                           | % des votants             |                          | % des votants            |
| Bulletins blancs                                                                   | Bulletins blancs                                                               | 377                       | 1,07                      | 2 762                    | 9,28                     |
| Bulletins nuls                                                                     | Bulletins nuls                                                                 | 135                       | 0,38                      | 843                      | 2,83                     |
| Suffrages exprimés                                                                 | Suffrages exprimés                                                             | 34 861                    | 98,55                     | 26 171                   | 87,89                    |
|                                                                                    |                                                                                |                           |                           |                          |                          |
| Étiquette politique                                                                | Étiquette politique                                                            | Voix                      | % des exprimés            | Voix                     | % des exprimés           |
|                                                                                    |                                                                                |                           |                           |                          |                          |
|                                                                                    | Laurent Garcia Mouvement démocrate (La République en marche)                   | 14 871                    | 42,66                     | 17 487                   | 66,82                    |
|                                                                                    | Valérie Debord Les Républicains (Union des démocrates et indépendants)         | 5 839                     | 16,75                     | 8 684                    | 33,18                    |
|                                                                                    | Hervé Féron (député sortant) Parti socialiste                                  | 4 881                     | 14,00                     |                          |                          |
|                                                                                    | Nassima Faïq La France insoumise                                               | 3 508                     | 10,06                     |                          |                          |
|                                                                                    | Grégoire Eury Front national                                                   | 3 268                     | 9,37                      |                          |                          |
|                                                                                    | Danièle Vatrey Écologiste (Confédération pour l'homme, l'animal et la planète) | 677                       | 1,94                      |                          |                          |
|                                                                                    | Bora Yilmaz Parti communiste français                                          | 624                       | 1,79                      |                          |                          |
|                                                                                    | Lionel Chambrot Écologiste (Parti pour la décroissance)                        | 416                       | 1,19                      |                          |                          |
|                                                                                    | Patricia Schlater Debout la France                                             | 398                       | 1,14                      |                          |                          |
|                                                                                    | Monique Etchevest Divers (Union populaire républicaine)                        | 195                       | 0,56                      |                          |                          |
|                                                                                    | Jacques Lacreuse Lutte ouvrière                                                | 184                       | 0,53                      |                          |                          |
|                                                                                    | Julien Gniadek Divers (La République en marche diss.)                          | 0                         | 0,00                      |                          |                          |
| Source : Ministère de l'Intérieur - Deuxième circonscription de Meurthe-et-Moselle |                                                                                |                           |                           |                          |                          |

#### Troisième circonscription
Député sortant : Jean-Marc Fournel (Parti socialiste).
|                                                                                     |                                                                    |                           |                           |                          |                          |
|                                                                                     |                                                                    | Premier tour 11 juin 2017 | Premier tour 11 juin 2017 | Second tour 18 juin 2017 | Second tour 18 juin 2017 |
|                                                                                     |                                                                    |                           |                           |                          |                          |
|                                                                                     |                                                                    | Nombre                    | % des inscrits            | Nombre                   | % des inscrits           |
| Inscrits                                                                            | Inscrits                                                           | 82 309                    | 100,00                    | 82 580                   | 100,00                   |
| Abstentions                                                                         | Abstentions                                                        | 50 221                    | 61,02                     | 53 644                   | 64,96                    |
| Votants                                                                             | Votants                                                            | 32 088                    | 38,98                     | 28 936                   | 35,04                    |
|                                                                                     |                                                                    |                           | % des votants             |                          | % des votants            |
| Bulletins blancs                                                                    | Bulletins blancs                                                   | 477                       | 1,49                      | 1 632                    | 5,64                     |
| Bulletins nuls                                                                      | Bulletins nuls                                                     | 205                       | 0,64                      | 751                      | 2,60                     |
| Suffrages exprimés                                                                  | Suffrages exprimés                                                 | 31 406                    | 97,87                     | 26 553                   | 91,76                    |
|                                                                                     |                                                                    |                           |                           |                          |                          |
| Étiquette politique                                                                 | Étiquette politique                                                | Voix                      | % des exprimés            | Voix                     | % des exprimés           |
|                                                                                     |                                                                    |                           |                           |                          |                          |
|                                                                                     | Xavier Paluszkiewicz La République en marche                       | 10 123                    | 32,23                     | 13 917                   | 52,41                    |
|                                                                                     | Patrice Zolfo La France insoumise                                  | 4 997                     | 15,91                     | 12 636                   | 47,59                    |
|                                                                                     | Céline Dolcemascolo Front national                                 | 4 558                     | 14,51                     |                          |                          |
|                                                                                     | Christian Eckert Parti socialiste                                  | 2 990                     | 9,52                      |                          |                          |
|                                                                                     | Mathieu Servagi Les Républicains (Les Républicains diss.)          | 2 921                     | 9,30                      |                          |                          |
|                                                                                     | Jean-Marc Leon Parti communiste français                           | 2 569                     | 8,18                      |                          |                          |
|                                                                                     | Mikaël Agopiantz Europe Écologie Les Verts                         | 741                       | 2,36                      |                          |                          |
|                                                                                     | Arnaud Le Nenan Divers droite                                      | 690                       | 2,20                      |                          |                          |
|                                                                                     | Sonia Sadoune Divers droite (Mouvement démocrate)                  | 474                       | 1,51                      |                          |                          |
|                                                                                     | Christiane Vautrin Debout la France                                | 411                       | 1,31                      |                          |                          |
|                                                                                     | Annick Jolivet Lutte ouvrière                                      | 244                       | 0,78                      |                          |                          |
|                                                                                     | Cécile Girardet Divers (Union populaire républicaine)              | 242                       | 0,77                      |                          |                          |
|                                                                                     | Walter Di Luigi Divers                                             | 187                       | 0,60                      |                          |                          |
|                                                                                     | Pierre Lux Extrême gauche (Parti ouvrier indépendant démocratique) | 136                       | 0,43                      |                          |                          |
|                                                                                     | Didier Suardi Divers droite                                        | 123                       | 0,39                      |                          |                          |
| Source : Ministère de l'Intérieur - Troisième circonscription de Meurthe-et-Moselle |                                                                    |                           |                           |                          |                          |

#### Quatrième circonscription
Député sortant : Jacques Lamblin (Les Républicains).
|                                                                                     |                                                                                   |                           |                           |                          |                          |
|                                                                                     |                                                                                   | Premier tour 11 juin 2017 | Premier tour 11 juin 2017 | Second tour 18 juin 2017 | Second tour 18 juin 2017 |
|                                                                                     |                                                                                   |                           |                           |                          |                          |
|                                                                                     |                                                                                   | Nombre                    | % des inscrits            | Nombre                   | % des inscrits           |
| Inscrits                                                                            | Inscrits                                                                          | 97 993                    | 100,00                    | 97 986                   | 100,00                   |
| Abstentions                                                                         | Abstentions                                                                       | 50 029                    | 51,05                     | 56 798                   | 57,97                    |
| Votants                                                                             | Votants                                                                           | 47 964                    | 48,95                     | 41 188                   | 42,03                    |
|                                                                                     |                                                                                   |                           | % des votants             |                          | % des votants            |
| Bulletins blancs                                                                    | Bulletins blancs                                                                  | 794                       | 1,66                      | 3 191                    | 7,75                     |
| Bulletins nuls                                                                      | Bulletins nuls                                                                    | 332                       | 0,69                      | 1 349                    | 3,28                     |
| Suffrages exprimés                                                                  | Suffrages exprimés                                                                | 46 838                    | 97,65                     | 36 648                   | 88,98                    |
|                                                                                     |                                                                                   |                           |                           |                          |                          |
| Étiquette politique                                                                 | Étiquette politique                                                               | Voix                      | % des exprimés            | Voix                     | % des exprimés           |
|                                                                                     |                                                                                   |                           |                           |                          |                          |
|                                                                                     | Philippe Buzzi La République en marche                                            | 14 650                    | 31,28                     | 17 138                   | 46,76                    |
|                                                                                     | Thibault Bazin Les Républicains (Union des démocrates et indépendants)            | 11 547                    | 24,65                     | 19 510                   | 53,24                    |
|                                                                                     | Dominique Bilde Front national                                                    | 9 524                     | 20,33                     |                          |                          |
|                                                                                     | Vincent Guenaire-Doazan La France insoumise                                       | 5 189                     | 11,08                     |                          |                          |
|                                                                                     | Marie-Neige Houchard Europe Écologie Les Verts                                    | 2 459                     | 5,25                      |                          |                          |
|                                                                                     | Michel Noisette Debout la France                                                  | 913                       | 1,95                      |                          |                          |
|                                                                                     | Fabien Niezgoda Écologiste (Confédération pour l'homme, l'animal et la planète)   | 663                       | 1,42                      |                          |                          |
|                                                                                     | Geneviève Heilliette Lutte ouvrière                                               | 468                       | 1,00                      |                          |                          |
|                                                                                     | Vincent Jouanneau-Courville Extrême droite (Union des patriotes - Comités Jeanne) | 467                       | 1,00                      |                          |                          |
|                                                                                     | Bernard Buzelin Parti radical de gauche                                           | 396                       | 0,85                      |                          |                          |
|                                                                                     | Michel Claire Divers (Union populaire républicaine)                               | 340                       | 0,73                      |                          |                          |
|                                                                                     | Éric Parthuisot Divers (Parti pirate)                                             | 222                       | 0,47                      |                          |                          |
| Source : Ministère de l'Intérieur - Quatrième circonscription de Meurthe-et-Moselle |                                                                                   |                           |                           |                          |                          |

#### Cinquième circonscription
Député sortant : Dominique Potier (Parti socialiste).
|                                                                                     |                                                                                |                           |                           |                          |                          |
|                                                                                     |                                                                                | Premier tour 11 juin 2017 | Premier tour 11 juin 2017 | Second tour 18 juin 2017 | Second tour 18 juin 2017 |
|                                                                                     |                                                                                |                           |                           |                          |                          |
|                                                                                     |                                                                                | Nombre                    | % des inscrits            | Nombre                   | % des inscrits           |
| Inscrits                                                                            | Inscrits                                                                       | 78 749                    | 100,00                    | 78 752                   | 100,00                   |
| Abstentions                                                                         | Abstentions                                                                    | 38 981                    | 49,50                     | 43 288                   | 54,97                    |
| Votants                                                                             | Votants                                                                        | 39 768                    | 50,50                     | 35 464                   | 45,03                    |
|                                                                                     |                                                                                |                           | % des votants             |                          | % des votants            |
| Bulletins blancs                                                                    | Bulletins blancs                                                               | 546                       | 1,37                      | 2 106                    | 5,94                     |
| Bulletins nuls                                                                      | Bulletins nuls                                                                 | 175                       | 0,44                      | 946                      | 2,67                     |
| Suffrages exprimés                                                                  | Suffrages exprimés                                                             | 39 047                    | 98,19                     | 32 412                   | 91,39                    |
|                                                                                     |                                                                                |                           |                           |                          |                          |
| Étiquette politique                                                                 | Étiquette politique                                                            | Voix                      | % des exprimés            | Voix                     | % des exprimés           |
|                                                                                     |                                                                                |                           |                           |                          |                          |
|                                                                                     | Dominique Potier (député sortant) Parti socialiste                             | 11 150                    | 28,56                     | 20 461                   | 63,13                    |
|                                                                                     | Marion Buchet La République en marche                                          | 10 558                    | 27,04                     | 11 951                   | 36,87                    |
|                                                                                     | Billy Winkens Front national                                                   | 7 225                     | 18,50                     |                          |                          |
|                                                                                     | Philippe Morenvillier Les Républicains (Union des démocrates et indépendants)  | 4 098                     | 10,50                     |                          |                          |
|                                                                                     | Rodolphe Bauer La France insoumise                                             | 3 131                     | 8,02                      |                          |                          |
|                                                                                     | Patrick Baranger Europe Écologie Les Verts                                     | 797                       | 2,04                      |                          |                          |
|                                                                                     | Gilbert Canteri Debout la France                                               | 739                       | 1,89                      |                          |                          |
|                                                                                     | Jean-Philippe Roy-Moreau Extrême droite (Union des patriotes - Comités Jeanne) | 423                       | 1,08                      |                          |                          |
|                                                                                     | Lauranne Witt Parti communiste français                                        | 409                       | 1,05                      |                          |                          |
|                                                                                     | Gérard Neis Lutte ouvrière                                                     | 235                       | 0,60                      |                          |                          |
|                                                                                     | Christiane Gelly Divers (Union populaire républicaine)                         | 208                       | 0,53                      |                          |                          |
|                                                                                     | Kévin Husson Divers (Allons enfants !)                                         | 74                        | 0,19                      |                          |                          |
| Source : Ministère de l'Intérieur - Cinquième circonscription de Meurthe-et-Moselle |                                                                                |                           |                           |                          |                          |

#### Sixième circonscription
Député sortant : Jean-Yves Le Déaut (Parti socialiste).
|                                                                                   |                                                                                 |                           |                           |                          |                          |
|                                                                                   |                                                                                 | Premier tour 11 juin 2017 | Premier tour 11 juin 2017 | Second tour 18 juin 2017 | Second tour 18 juin 2017 |
|                                                                                   |                                                                                 |                           |                           |                          |                          |
|                                                                                   |                                                                                 | Nombre                    | % des inscrits            | Nombre                   | % des inscrits           |
| Inscrits                                                                          | Inscrits                                                                        | 87 580                    | 100,00                    | 87 578                   | 100,00                   |
| Abstentions                                                                       | Abstentions                                                                     | 50 125                    | 57,23                     | 53 960                   | 61,61                    |
| Votants                                                                           | Votants                                                                         | 37 455                    | 42,77                     | 33 618                   | 38,39                    |
|                                                                                   |                                                                                 |                           | % des votants             |                          | % des votants            |
| Bulletins blancs                                                                  | Bulletins blancs                                                                | 686                       | 1,83                      | 3 468                    | 10,32                    |
| Bulletins nuls                                                                    | Bulletins nuls                                                                  | 256                       | 0,68                      | 1 186                    | 3,53                     |
| Suffrages exprimés                                                                | Suffrages exprimés                                                              | 36 513                    | 97,48                     | 28 964                   | 86,16                    |
|                                                                                   |                                                                                 |                           |                           |                          |                          |
| Étiquette politique                                                               | Étiquette politique                                                             | Voix                      | % des exprimés            | Voix                     | % des exprimés           |
|                                                                                   |                                                                                 |                           |                           |                          |                          |
|                                                                                   | Cédric Marsolle Front national                                                  | 7 275                     | 19,92                     | 11 192                   | 38,64                    |
|                                                                                   | Caroline Fiat La France insoumise                                               | 5 821                     | 15,94                     | 17 772                   | 61,36                    |
|                                                                                   | Hélène Rossinot Divers                                                          | 5 456                     | 14,94                     |                          |                          |
|                                                                                   | Rachel Thomas Divers gauche                                                     | 4 657                     | 12,75                     |                          |                          |
|                                                                                   | Lise Roseleur Les Républicains (Union des démocrates et indépendants)           | 4 550                     | 12,46                     |                          |                          |
|                                                                                   | Julien Vaillant Parti socialiste                                                | 3 867                     | 10,59                     |                          |                          |
|                                                                                   | Éric Monnini Parti communiste français                                          | 1 497                     | 4,10                      |                          |                          |
|                                                                                   | Stéphane Leonardi Europe Écologie Les Verts                                     | 879                       | 2,41                      |                          |                          |
|                                                                                   | Dorian Manzoli Debout la France                                                 | 694                       | 1,90                      |                          |                          |
|                                                                                   | Séverine Fontan Écologiste (Confédération pour l'homme, l'animal et la planète) | 685                       | 1,88                      |                          |                          |
|                                                                                   | Dominique Barbin Lutte ouvrière                                                 | 346                       | 0,95                      |                          |                          |
|                                                                                   | Christian Seckinger Divers (Union populaire républicaine)                       | 245                       | 0,67                      |                          |                          |
|                                                                                   | Frédéric Thomas Écologiste (Mouvement 100 % - Parti lorrain)                    | 213                       | 0,58                      |                          |                          |
|                                                                                   | Joe Labat Écologiste (Parti pour la décroissance)                               | 189                       | 0,52                      |                          |                          |
|                                                                                   | Jean Dubessy Extrême gauche (Parti ouvrier indépendant démocratique)            | 134                       | 0,37                      |                          |                          |
|                                                                                   | Laurence Quéré Divers droite                                                    | 5                         | 0,01                      |                          |                          |
| Source : Ministère de l'Intérieur - Sixième circonscription de Meurthe-et-Moselle |                                                                                 |                           |                           |                          |                          |